# Figulus rugosus
Figulus rugosus es una especie de coleóptero de la familia Lucanidae.

## Distribución geográfica
Habita en Borneo,  Sumatra (Indonesia).